# Comuna Veneț, Șumen
Veneț (în bulgară Венец) este o comună în regiunea Șumen, Bulgaria, formată din 13 sate. 

## Localități componente

### Sate
| - Boian - Borți - Buinovița - Cernoglavți - Dennița | - Drenți - Gabrița - Iasenkovo - Izgrev | - Kapitan Petko - Osenoveț - Strahilița - Veneț |

## Demografie
Componența etnică a comunei Veneț
     Turci (79,96%)
     Nicio identificare (11,19%)
     Romi (7,08%)
     Bulgari (1,7%)
     Altele (0,04%)
La recensământul din 2011, populația comunei Veneț era de 7.137 locuitori. Din punct de vedere etnic, majoritatea locuitorilor (79,96%) erau turci, existând și minorități de romi (7,08%) și bulgari (1,7%). Pentru 11,19% din locuitori nu este cunoscută apartenența etnică.